# Dionizy (Tedla)
Dionizy (imię świeckie Birhane Mesqel Tedla, ur. 1967) – duchowny Etiopskiego Kościoła Ortodoksyjnego, od 2017 biskup Asosy i Meteke.

## Życiorys
Święcenia kapłańskie przyjął w 1987. Sakrę biskupią otrzymał 16 lipca 2017.